# Tomoxena dives
Tomoxena dives là một loài nhện trong họ Theridiidae.
Loài này thuộc chi Tomoxena. Tomoxena dives được Eugène Simon miêu tả năm 1895.